# Kiên Bình
Kiên Bình là một xã thuộc huyện Kiên Lương, tỉnh Kiên Giang, Việt Nam.

## Địa lý
Xã Kiên Bình có vị trí địa lý:
- Phía đông giáp huyện Hòn Đất
- Phía tây giáp thị trấn Kiên Lương và xã Hòa Điền
- Phía nam giáp xã Bình An
- Phía bắc giáp huyện Giang Thành.

Xã Kiên Bình có diện tích 166,48 km², dân số năm 2020 là 8.364 người, mật độ dân số đạt 50 người/km².

## Hành chính
Xã Kiên Bình được chia thành 5 ấp: Cống Tre, Kiên Sơn, Kiên Thanh, Kinh 9, Lung Lớn.

## Lịch sử
Ngày 11 tháng 2 năm 2003, Chính phủ ban hành Nghị định 10/2003/NĐ-CP về việc thành lập xã Kiên Bình trên cơ sở 17.910,6 ha diện tích tự nhiên và 5.638 người của thị trấn Kiên Lương.